# Sucholasek
Sucholasek (deutsch Trockener Wald) war ein Ort in der polnischen Woiwodschaft Ermland-Masuren. Seine Ortsstelle liegt im Gebiet der Gmina Kolno (Landgemeinde Groß Köllen) im Powiat Olsztyński (Kreis Allenstein).

## Geographische Lage
Die Ortsstelle Sucholaseks liegt in der nördlichen Mitte der Woiwodschaft Ermland-Masuren, 16 Kilometer westlich der einstigen Kreisstadt Rößel (polnisch Reszel) bzw. 34 Kilometer nordöstlich der heutigen Kreismetropole und Woiwodschaftshauptstadt Olsztyn (deutsch Allenstein).

## Geschichte
Die Waldwärter-Station Trockener Wald bestand bis 1945. Als Forsthaus Trockener Wald gehörte der Ort mit seinen sechs Einwohnern im Jahre 1885 und sieben Einwohnern im Jahre 1905 zur Stadtgemeinde Bischofstein (polnisch Bisztynek) im ostpreußischen Kreis Rößel.
1945 kam Trockener Wald mit dem gesamten südlichen Ostpreußen zu Polen. Es ist nicht bekannt, ob der Ort, der die polnische Namensform „Sucholasek“ erhielt, erneut in Anspruch genommen wurde. Sein Name wurde weiter nicht mehr genannt. Möglich ist, dass der heutige Ortspunkt Gajowka Lutry in irgendeiner Verbindung mit dem Forsthaus Trockener Wald respektive Sucholasek steht. Die Ortsstelle Sucholaseks jedenfalls liegt heute im Bereich der Gmina Kolno (Landgemeinde Groß Köllen) im Powiat Olsztyński (Kreis Allenstein), bis 1998 der Woiwodschaft Olsztyn, seither der Woiwodschaft Ermland-Masuren zugehörig.

## Kirche
Bis 1945 war das Forsthaus Trockener Wald in die evangelische Kirche Bischofstein innerhalb der Kirchenprovinz Ostpreußen der Kirche der Altpreußischen Union und auch in die römisch-katholische Kirche der Stadt im damaligen Bistum Ermland eingepfarrt.

## Verkehr
Die Ortsstelle Sucholaseks liegt unmittelbar an der polnischen Landesstraße 57, die hier auf der Trasse der einstigen deutschen Reichsstraße 128 verläuft.